# Havola Escarpment
Das Havola Escarpment ist eine isolierte, verschneite und rund 50 km lange Geländestufe im westantarktischen Ellsworthland. Sie befindet sich 50 km nordwestlich der Thiel Mountains. Die Geländestufe ist bogenförmig mit südlicher Ausrichtung.
Mitglieder einer Mannschaft des United States Antarctic Research Program zur Erkundung der Horlick Mountains zwischen 1958 und 1959 nahmen die Vermessung der Geländestufe vor. Das Advisory Committee on Antarctic Names benannte sie 1962 nach Major Antero Arnold Havola (1911–1998) von der United States Army, der vom 8. Dezember 1960 bis 11. Januar 1961 an einer mit Zugmaschinen durchgeführten Fahrt von der Byrd-Station zum geografischen Südpol teilgenommen und dabei diese Formation wenige Kilometer nördlich passiert hatte.